# Synoikismós Loutrotópou
Synoikismós Loutrotópou är en ort i Grekland.   Den ligger i prefekturen Nomós Ártas och regionen Epirus, i den centrala delen av landet, 260 km nordväst om huvudstaden Aten. Synoikismós Loutrotópou ligger 5 meter över havet och antalet invånare är 317.
Terrängen runt Synoikismós Loutrotópou är platt åt sydväst, men åt nordost är den kuperad. Havet är nära Synoikismós Loutrotópou åt sydost. Runt Synoikismós Loutrotópou är det ganska tätbefolkat, med 67 invånare per kvadratkilometer. Närmaste större samhälle är Arta, 12,1 km norr om Synoikismós Loutrotópou. Omgivningarna runt Synoikismós Loutrotópou är en mosaik av jordbruksmark och naturlig växtlighet.